# コー・フリッピン
コー・フリッピン（Koh Flippin、1996年5月20日 ‐ ）は、日本の男子バスケットボール選手である。ポジションはポイントガードおよびシューティングガード。群馬クレインサンダーズに所属している。生まれは沖縄、育ちはアメリカ、母が沖縄県出身の日本人であり、日本国籍を有している。

## 来歴
アメリカで生まれ、幼少の頃からカリフォルニアで育った。
大学はNCAA1部のカリフォルニア大学リバーサイド校で、3年間プレー後に同校経済学部を卒業。NAIAのドエイン大学（ネブラスカ州）へ進学し、残りの1年を同大でプレーし、大学選手としての4年間を終えた。2019年6月7日に千葉ジェッツと選手契約を結んだ。背番号は4。
台湾で行われた第41回ウィリアム・ジョーンズカップ2019の日本代表に選ばれた。日本デビューとなったBリーグ・アーリーカップ2019年9月22日の宇都宮ブレックス戦で17得点6アシスト。10月16日のサンロッカーズ渋谷戦で11得点、開幕戦となった10月5日のサンロッカーズ渋谷戦でBリーグデビューし、7得点した。12月15日の京都戦で14得点、12月29日の新潟戦で12得点、2020年1月7日のアルバルク東京戦で11得点、1月12日19得点。1月28日渋谷戦で16得点、2月14日の大阪戦で16得点。B.LEAGUE公認アナリストの佐々木クリスは、50名におよぶ新人賞候補者から「クリスが選ぶ新人王最終候補」にフリッピンと前田悟（富山グラウジーズ）の2人を紹介。フリッピンについて「まず激戦区の東地区で勝率.700をマークした千葉ジェッツにおいて32試合に出場したことが素晴らしい。富樫（勇樹）選手に次ぐボールハンドラーとして存在感が増していた」と、新人最多の77アシストをマークした大型ガードを評価した。
2021年6月12日、琉球ゴールデンキングスに移籍。
2023年6月6日、琉球ゴールデンキングスからの退団が正式発表され、同年6月9日に群馬クレインサンダーズへの加入が発表された
。